# Sakari Ilmanen
Sakari Johannes Ilmanen, född 3 november 1880 i Loppis, död 16 februari 1968 i Helsingfors, var en finsk konståkare. Han kom på femte plats vid olympiska spelen i Antwerpen 1920 i singel herrar. Han var även domare i paråkningen i samma olympiad samt vid OS i Sankt Moritz 1928.